# Afrika
 Ovo je glavno značenje pojma Afrika. Za druga značenja pogledajte Afrika (razdvojba).
Afrika je drugi svjetski kontinent po veličini i broju stanovnika, nakon Azije.
S površinom od oko 30,244.050 km2 uključujući otočja, pokriva 6 % ukupne Zemljine površine i pokriva 20,4 % ukupnog kopnenog područja na Zemlji.
S otprilike 1,225.080.000 stanovnika (podatak za 2016.)  čini oko 15 % ljudske populacije.
Kontinent je okružen Sredozemnim morem na sjeveru, Sueskim kanalom i Crvenim morem na sjeveroistoku, Indijskim oceanom na jugoistoku i Atlantskim oceanom na zapadu.
U Africi postoji 46 država uključujući Madagaskar, odnosno 54 države uključujući sva otočja.
Afrika, posebice središnja istočna Afrika, u znanstvenoj zajednici smatra se zemljom porijekla čovjeka i porodičnog stabla Hominidae (veliki majmuni), što je dokazano otkrićem najranijih hominida i njihovih vjerojatnih predaka, kao i kasnijih čiji ostatci datiraju prije otprilike sedam milijuna godina – ukljućujući Sahelanthropus tchadensisa, Australopithecus africanusa, Australopithecus afarensisa, Homo erectusa, Homo habilisa i Homo ergastera – s najstarijim nalazištem Homo sapiensa (čovjeka) u Etiopiji koji datira prije oko 200 000 godina.
Afrika obuhvaća mnoge klimatske zone; to je jedini kontinent koji se proteže od sjevernog do južnog umjerenog pojasa.

## Etimologija
U antici, Rimljani su koristili ime Africa terra za sjeverni dio kontinenta, današnji Tunis, koji je bio rimska provincija Afrika Nova. Samo porijeklo imena Africa ima više tumačenja: od fenički afar (prašina), grčki aphrike (bez hlada) ili latinski aprica (sunčano).

## Zemljopis Afrike
- Površina: 30,292.000 km2 s otocima, 29,200.000 km2 bez otoka
- Država s najmanje stanovnika: Sejšeli (81.000 stanovnika)

## Položaj
Nalazi se na sve četiri polutke. Presjeca ju ekvator i nulti meridijan. Pruža se od Sredozemnog mora na sjeveru do Indijskog i Atlantskog oceana na jugu. Dio je prastarog kopna Gondvane. To je prastaro kopno gdje su u prošlosti Afrika, Australija, Antarktika, Južna Amerika i Arapski poluotok bili spojeni.

## Politička geografija
Afrika se politički dijeli na njezine manje i veće države te otoke.

## Reljef
Visoka i niska Afrika.

### Planine
- Najviši vrh: Kibo na planini Kilimandžaro (5895 m, Tanzanija)
- Planina Atlas na sjeverozapadu afrike, na prostoru Maroka, Alžira i Tunisa. Unutar ovog planinskog sustava, razlikujemo Anti Atlas, Tel Atlas, Saharski Atlas, Srednji Atlas, Visoki Atlas.

### Nizine
Dijeli se na visoku i nisku Afriku. Reljefne cjeline niske su gorje Atlas, Sahara, Somalija, zavala Konga i Čada. Reljefne cjeline visoke Afrike su: Jezersko, etiopsko i Južno Afričko visočje.
Dio je Gondvane, od nje su u prošlosti nastale: Indija, Južna Amerika, Afrika, Antarktika i Australija.

## Otoci
Značajni otoci i otočne skupine Afrike su:
- Madagaskar,
- Zelonortski otoci,
- Kanarski otoci (Španjolska),
- Sejšeli,
- Komori,
- Mauricijus

## Rijeke
Najdulje rijeke kontinenta Afrike: 
- Nil  – 6397 km,
- Kongo  – oko 4800 km,
- Niger – 4200 km,
- Zambezi – 2750 km

## Jezera
- Broj jezera: više od 2000 (više od 400 samo u Nigeriji)

Značajnija jezera na kontinentu Afrike:
- Najveće jezero: Viktorijino jezero (68 880 km2, Uganda/Kenija/Tanzanija)
- Najdublje jezero: jezero Tanganjika 1470 m duboko (Burundi/DR Kongo/Tanzanija/Zambija)

## Klima
- Najniže izmjerena temperatura: -24 °C (Ifrane, Maroko)
- Najviše izmjerena temperatura: 58 °C (Al Aziziyah, Libija)

U Africi imamo osam klimatskih zona:
- Tropska vlažna područja
- Tropska povremeno vlažna područja
- Tropski polupustinja
- Sub-saharsko podrucje
- Suptropska područja s vlažnim zimama
- Suptropska područja s vlažnim ljetima
- Sušni suptropi
- Stepe s vlažnim zimama

U Centralnoj Africi prevladava ekvatorska klima. Ona je najviše izražena u zavali Konga i u niskom Atlantskom primorju. Prema sjeveru i jugu ova klima postupno prelazi u vlažnu tropsku s kišnim i sušnim dijelom godine. Na jugu Angole vlada sušna tropska klima.

## Naselja
- Gradovi s najviše stanovnika: Kairo (Egipat, 17,2 milijuna stanovnika) i Lagos (Nigerija, 15,5 milijuna stanovnika)

## Demografija
- Stanovništvo: 1 milijardu, 14 % svjetskog stanovništva[1]
- Najmnogoljudnija država: Nigerija (131 milijun stanovnika)

## Povijest
Afriku, kolijevku čovječanstva, već su prije oko 3,5 milijuna godina naseljavali preci današnjeg čovjeka. Prije oko 1,8 milijuna godina napustio ju je Homo erectus i proširio se Europom i Azijom. Potkraj paleolitika Afriku su naseljavali Bušmani i Pigmejci te negridno stanovništvo u sjevernoj, zapadnoj i srednjoj Africi. Prva velika civilizacija Afrike, Egipat, nastao je oko 5 000 g. pr. Kr. u delti Nila. Od 11. st. pr. Kr. na obali Afrike svoje trgovačke kolonije osnivaju Feničani. Tijekom 2. i 1. st. pr. Kr. cijelu sjevernu obalu Afrike od današnjeg Maroka do Egipta osvaja Rim. U 1. stoljeću kršćanstvo dolazi do Aleksandrije. Nakon raspada Rimskog Carstva Afikom je vladao Bizant,  a zapadnim dijelom sjeverne dijelom Afrike neko vrijeme i Vandali.
U 7. i 8. stoljeću dolazi do arapskog osvajanja Afrike čime se sjeverni dio kontinenta našao pod arapsko-islamskim utjecajem. Prije Krista u Nubiji se razvilo kraljevstvo Kuš, te Kraljevstvo Aksum u današnjoj Etiopiji. U zapadnoj se Africi 700. godine razvija kraljevstvo Gana koje traje do 1200. U 8. stoljeću arapski trgovci stvaraju trgovački put preko Sahare s bogatim trgovačkim gradovima. Razmjenjuju oruđe i oružje, bakar i konje za zlato, kožu i robove. 1100. javlja se kraljevstvo Benin u zapadnoj Africi koje traje sve do 1897. Godine 1200. javlja se kraljevstvo Mali (traje do 1500.), 1350. kraljevstvo Songhai (traje do 1600). Na jugu Afrike 1270. do 1450. traje kraljevstvo Shona. Grad Timbuktu u 14. stoljeću postaje središte trgovačkih putova koji vode preko Sahare.
Ostala većina stanovnika Afrike južno od Sahare bila je izolirana od događaja u sjevernoj Africi. Bartolomeu Dias oplovljava Rt Dobre nade. Europsku ekspanziju u Africi započeli su Portugalci u 15. stoljeću i tada započinje ekonomsko iskorištavanje Afrike. Oni su zauzeli obale kraljevstva Konga i obalu istočne Afrike, te stvorili svoje kolonije u Angoli i Mozambiku. Od 17. stoljeća Britanci su započeli osvajanje obale današnje Gane, a Francuzi su zauzeli ušće rijeke Senegal. God 1652. Svoju koloniju u južnoj Africi, Kaapstadt, stvorili su Nizozemci. Već u 16. stoljeću počinje izvoz crnog roblja u Ameriku. U 18. je stoljeću više od 7 milijuna Afrikanaca poslano u Ameriku kao roblje. Tijekom 18. i 19. stoljeća trajala su istraživanja unutrašnjosti Afrike. Britanski istraživači Burton, Speke, Livingstone i Stanley postupno su otkrivali sve veća i veća područja tzv. crne Afrike. 1487. Kolonijalno osvajanje Afrike u pravom smislu ostvareno je u 19. stoljeću. Najveće kolonijalne sila postale su Velika Britanija i Francuska, a osim njih kolonizatori su bili i Njemačka, Belgija, Italija, Portugal, Španjolska. Podjela Afrike na kolonije službeno je prihvaćena na berlinskom kongresu 1885.
Nakon Drugog svjetskog rata jača antikolonijalizam širom Afrike i započinje proces dekolonizacije. Većina je afričkih država nezavisnost stekla oko 1960. Posljednje države koja je stekle nezavisnost bile su Namibija (1990.) te Eritreja (1991.) 1994. je u Južnoafričkoj Republici srušen apartheid.

## Stanovništvo
Gustoća naseljenosti je vrlo nejednolika naročito zbog prirodno-zemljopisnih obilježja – 18,8 stan/km2. Usprkos gospodarskoj zaostalosti, afričko stanovništvo, zahvaljujući napretku zdravstvene zaštite, vrtoglavo raste, što minimalizira napore u razvoju gospodarstva, u većini afričkih zemalja tek se posljednjih desetljeća zbivaju plemensko i nacionalno sazrijevenje i diferencijacija; nastaju narodnosni entiteti, plemena i narodi traže sebe, svoju povijest, jezik, kulturu, samobitnost i teritorij. Ti problemi rasnog i nacionalnog sazrijevanja bit će vrlo dugi i bolni pogotovo zato što je afrički kontinent prema brojnosti raznih entiteta najrascjepkaniji na svijetu (danas se tamo govori više od 730 jezika). Nacionalne i plemenske razlike, traženje životnog prostora, umjetno povučene državne granice, danas se pojačavaju i dovode do vrhunca bijedu, neznanje i nerazumijevanje svijeta.

### Etnički sastav
U Africi postoji oko 500 naroda i plemena. Sjeverni dio kontinenta i dio istočne Afrike sjeverno od ekvatora naseljavaju hamitsko semitski narodi Arapi, Berberi, Egipćani, a u Sahari zive Tuarezi. Etiopljani su semiti i hamiti međusobno izmiješani Amhari, Tigrani, Oromi, Sidami. Somali su također hamiti. Na Hamitsko-semitske narode otpada oko trećina afričke populacije. Veći dio podsaharske Afrike bez Madagaskara naseljen je raznim afričkim narodima negroidne rase na koje otpada dvije trećine populacije kontinenta. Zapadnu Afriku južno od Sahare naseljavaju Sudanski crnci podjeljeni na 200 etničkih grupa. U priobalju Gvinejskog zaljeva žive: Akani, Joruba, Ibo, Fon, Bauli, Ibibio, Tvi, Idjo itd. Na krajnjem zapadu regije u priobalju Atlantika žive: Wolofi, Temne, Susu itd. Područje savana južno od Sahare naseljavaju Fulani rašireni od Senegala i Gvineje pa sve do Nigerije i Kameruna. Na sjeveru Nigerije žive Hausa i Kanura narodi. Oko izvorišta rijeke Niger zive mnogi narodi Bambara, Malinke, Dogon, Songai i dr. Veći dio sredisnje i južne Afrike naseljavaju Bantu narodi sastavljeni od preko 150 etničkih grupa i mnogo plemena (oko 1400). Najbrojniji među njima su: Zulu, Hosa, Bemba, Ovambo, Sona, Matambele, Makua. Naseljavaju krajni jug Afrike. Na istoku su dominanatni: Kikuju, Sukuma, Ganda, Njmavezi i dr. U centralnoj Africi najbrojniji su: Kongo, Bamilenke, Hutu, Fang itd. Nilotski crnci žive na jugu Sudana, na sjeveru Ugande i zapadu Kenije, gdje su najbrojniji: Dinka, Neur, Luo, Turkana i dr. U pustinjama Namib i Kalahari žive narodi iz koisanska grupe Bušmani i Hotentoti ukupno 250 000. U prašumama centralne Afrike žive pripadnici kepačke rase tzv. Pigmeji oko 300 000. Nekada su naseljavali mnogo veće teritorije, ali su ih u prašume potisnuli bantoidni narodi. Na Madagaskaru žive malajski doseljenici pomiješani s domaćim negroidnim stanovništvom. Na otoku Mauricijusu i u Južnoafričkoj Republici i Keniji žive indijski doseljenici ukupno oko 1,5 milijuna.
Hrvatske riječi potekle iz afričkih domorodačkih jezika su primjerice: banana, čimpanza, impala, makaki, mamba, okapi, safari, zebra, zombi, vuvuzela, tango, vudu.

### Narodi
Bušmani su jedni od naroda Afričkoga kontinenta.
Pigmeji su jedan od malobrojnijih naroda u Africi. Žive oko Konga i veoma su niskog rasta, ima ih od 250.000 do 600.000.

### Religije
U Africi su raširene različite religije. Oko 85 % Afrikanaca ispovijeda islam na sjeveru i istoku i kršćanstvo na jugu. Granica između islama i kršćanstva nepravilno se kreće između desete i petnaeste paralele sjeverno od ekvatora. Islam je najraširenija religija u Africi i ispovijeda ga 45 % stanovništva kontinenta. Poslije arapskih osvajanja u 7. stoljeću on se snažno učvrstio u zemljama u sjevernoj Africi od Egipta do Maroka. Od 12. stoljeća islam prodire u regiju Sudana, u istočnoj Africi gdje se učvršćuje do 19 stoljeća. Gotovo svi muslimani Afrike su suniti. Prema studiju objavljenom u listopadu 2012. broj kršćana u Africi popeo se na oko 46 % stanovništva dok se broj muslimana spustio na oko 40 % i da je kršćanstvo najraširenija religija kontinenta. Jedan od razloga povećanju broja kršćana je prema islamskim medijima i povećan broj prelazaka s islama na kršćanstvo.

## Države
- Alžir (Glavni grad Alžir)
- Angola (Glavni grad Luanda)
- Benin (Glavni grad Porto Novo, a sjedište vlade Cotonou)
- Bocvana (Glavni grad Gaborone)
- Burkina Faso (Glavni grad Ouagadougou)
- Burundi (Glavni grad Bujumbura)
- Čad (Glavni grad N'Djamena)
- Demokratska Republika Kongo (prije Zaire) (Glavni grad Kinshasa)
- Džibuti (Glavni grad Djibouti)
- Egipat (Glavni grad Kairo)
- Ekvatorska Gvineja (Glavni grad Malabo)
- Eritreja (Glavni grad Asmara)
- Esvatini (Glavni grad Mbabane)
- Etiopija (Glavni grad Adis Abeba)
- Gabon (Glavni grad Libreville)
- Gambija (Glavni grad Banjul)
- Gana (Glavni grad Accra)
- Gvineja (Glavni grad Conakry)
- Gvineja Bisau (Glavni grad Bissau)
- Južni Sudan (Glavni grad Juba)
- Južnoafrička Republika (Glavni gradovi: Pretoria (sjedište vlade), Cape Town (sjedište parlamenta) i Bloemfontein (sjedište sudstva))
- Kamerun (Glavni grad Yaoundé)
- Kenija (Glavni grad Nairobi)
- Komori (Glavni grad Moroni)
- Lesoto (Glavni grad Maseru)
- Liberija (Glavni grad Monrovia)
- Libija (Glavni grad Tripoli)
- Madagaskar (Glavni grad Antananarivo)
- Malavi (Glavni grad Lilongwe)
- Mali (Glavni grad Bamako)
- Maroko (Glavni grad Rabat)
- Mauricijus (Glavni grad Port Louis)
- Mauretanija (Glavni grad Nouakchott)
- Mozambik (Glavni grad Maputo)
- Namibija (Glavni grad Windhoek)
- Niger (Glavni grad Niamey)
- Nigerija (Glavni grad Abuja)
- Obala Bjelokosti (Glavni grad Yamoussoukro, a sjedište vlade Abidjan)
- Republika Kongo (Glavni grad Brazzaville)
- Ruanda (Glavni grad Kigali)
- Sejšeli (Glavni grad Victoria)
- Senegal (Glavni grad Dakar)
- Sijera Leone (Glavni grad Freetown)
- Somalija (Glavni grad Mogadišu)
- Srednjoafrička Republika (Glavni grad Bangui)
- Sudan (Glavni grad Khartoum)
- Sveti Toma i Princip (Glavni grad São Tomé)
- Tanzanija (Glavni grad Dodoma, a sjedište vlade Dar-es-Salaam)
- Togo (Glavni grad Lomé)
- Tunis (Glavni grad Tunis)
- Uganda (Glavni grad Kampala)
- Zambija (Glavni grad Lusaka)
- Zelenortska Republika (Glavni grad Praia)
- Zimbabve (Glavni grad Harare)
- Entklave ili autonomne oblasti
- Ceuta Ceuta (Glavni grad Ceuta)
- Îles éparses
- Kanari (Glavni grad Santa Cruz de Tenerife)
- Madeira (Glavni grad Funchal)
- Mayotte (Glavni grad Mamoudzou)
- Melilla (Glavni grad Melilla)
- Réunion (Glavni grad Saint-Denis)
- Somaliland (Glavni grad Hargeisa)
- Sveta Helena (otok) (Glavni grad Jamestown)
- Zapadna Sahara (Glavni grad El Aaiún)

## Gospodarstvo
Afrika je najsiromašniji kontinet svijeta. Prema UN-ovom izvješću iz 2003., od 175 zemalja 151. – 175. mjesto zauzele su afričke države. Gospodarsko stanje usko je povezano s političkom stabilnošću. S obzirom na to da su ratovi, suše, glad, oboljelo stanovništvo afrička svakodnevica, gospodarske prilike na većem su dijelu kontinenta iznimno teške. Ipak, postoje regionalne razlike.
Sjever Afrike u daleko je boljem položaju od ostatka kontinenta (Subsaharske Afrike – južno od Sahare). Životni standard puno je viši, iako je još uvijek znatno niži nego u slabije razvijenim europskim državama (Libija je izuzetak), postotak oboljelih od AIDS-a gotovo je zanemariv, a blizina Europe i Sahara u zaleđu orijentirali su ovaj prostor povijesno-geografski više prema europskome civilizacijskom krugu nego prema ostatku Afrike. Izuzetak je također i Južnoafrička Republika. Esvatini, Lesoto, Bocvana i Namibija uglavnom zbog rudarstva, Sejšeli, te Gabon i Ekvatorijalna Gvineja, uglavnom zbog nalazišta nafte, također spadaju u bogatije države Afrike.
Gospodarstvima većine afričkih zemalja dominira poljoprivreda. Proizvodnja usjeva koji čine okosnicu prehrane stanovništva, kao i komercijalnih usjeva ima mnogo veće značenje od industrije. Industrija je uglavnom ograničena na JAR. Izvoz mnogih zemalja ovisi o jednom jedinom artiklu – poput bakra ili zlata te komercijalnih usjeva poput kave, što ih izlaže riziku promjena cijena na svjetskom tržištu. Mnoge afričke vlade traže prekomorske ulagače kapitala kako bi razgranale svoje gospodarstvo i razvile širu industrijsku osnovu.
Ukupni BDP cijele Afrike iznosi 1.635 bilijuna $. Stopa godišnjeg rasta BDP-a iznosi 0,74 %. Također, BDP po glavi stanovnika vrlo je nizak. Prosječan BDP po glavi stanovnika iznosi 1,968$. Od dvadeset najsiromašnijih zemalja svijeta s BDP-om manjim od 300$, osamnaest ih se nalazi u Africi. Najsiromašniji su Burundi, DR Kongo i Liberija s BDP-om od oko 100$. Većina afričkih zemalja, pogotovo onih južno od Sahare, bilježi tijekom posljednjih tridesetak godina drastičan pad narodnog dohotka. 50 % Afrikanaca zarađuje manje od 1 $ dnevno. Nabogatija država Afrike je Mauricijus, s BDP-om po glavi stanovnika od 12 800 $, slijede Južna Afrika (10 000 $), Bocvana (8 500 $), Sejšeli (7 800 $), Namibija (6 900$), Tunis (6 800 $) itd. Afrika danas proizvodi oko 28 % svjetske proizvodnje kakaa, 25 % kave, 56 % uljane palme, 60 % sisala, 11 % pamuka i 6 % prirodnog kaučuka. Afrika je također bogata šumama – 23 % kontinenta prekrivaju šume (12 % svjetskih zaliha drvne mase).
Gospodarstvo Afrike uglavnom se i danas oslanja na prirodna bogatstva koja se često neplanirano i nerazumno troše. Smještaj prirodnih bogatstava utjecao je na ukupnu gospodarsku i demografsku polarizaciju Afrike. Veći gradovi nastaju uglavnom uz velika nalazišta rudnih bogatstava te uz morske obale. Godišnja stopa rasta afričkog gradskog stanovništva iznosi 3,5 %. Primjer polarizirane koncentracije vezane za rudna nalazišta je Transvaal u JAR-u. Obuhvaća gradove poput Johannesburga, Pretorije, Krugersdorpa, Vereeniginga... i tu je prisutna golema koncntracija stanovništva. Drugi su primjer rudarska pokrajina Shaba (Katanga) u Kongu, Kabilija u sjeveroistočnom Alžiru,  gotovo cijela obala zapadne Afrike a i pojas koji se proteže od Maroka do Tunisa jedno je od najurbanijih afričkih područja, s 43 milijuna ljudi u gradovima. To područje obuhvaća 54 grada s 100 000 ljudi ili više. Stanovništvo često hrli i u glavne gradove gdje je sve prisutniji problem divlje gradnje. I u Africi se tim procesom stvaraju megalopolisi u kojim se stalno povećava broj stanovnika. Primjer su konkurbacija Kairo – Aleksandrija – Port Said (Egipat), Casablanca – Rabat (Maroko), rast južnoafričke luke Capetown...

### Poljoprivreda
Gospodarstvo Afrike više se nego ijedan drugi kontinent oslanja na poljoprivredu – poljoprivredna proizvodnja sudjeluje u ukupnom izvozu i BDP–u s 34 %, a oko 60 % afričke radne snage radi u primarnom sektoru. Od ukupne površine kontinenta 8,1 % otpada na oranice, 20,8 % na livade i pašnjake, 25,7 % na šume, 43 % je neproduktivno zemljište, a 2,4 % je potencijalno produktivno. 3/5 afričkih poljoprivrednika radi na malim imanjima kako bi prehranili svoje obitelji, tako da gotovo i nemaju viškove koje bi mogli prodati.
S druge strane, značajan je broj velikih farmi na kojima se uzgajaju proizvodi poput kave, pamuka, kakaa i kaučuka. Te se farme rasprostiru na više desetaka kvadratnih kilometara i zapošljavaju veliki broj radnika. Nažalost, veliki broj tih radnika čine djeca kojima se njihov rad često ne isplaćuje.
Drugi problem je taj što je cjelokupna proizvodnja namijenjena izvozu, tako da, kada nastupe krize zbog civilnih nemira i loše žetve najčešće uzrokovane sušama, Afrika nema rezervne zalihe hrane i nastupa glad. Nasuprot tome, razvijene zemlje često svoje viškove proizvodnje uništavaju jer im se zbog visokih troškova transporta preko oceana i tržišta koje ima veoma malo novaca koje može potrošiti sama trgovina ne isplati.
Problemi afričke poljoprivrede datiraju još s kraja 1970-ih. Glavni uzročnici bili su vanjski trgovinski šokovi, neprestani sukobi, postojanje paradržavnih struktura i sustavno zanemarivanje poljoprivredne uloge u gospodarstvu. Također, velike suše 1968. – 1973. i 1982. – 1985., koje su uništile polovicu kontinenta i odnijele milijune žrtava, bacile su Afriku u tešku poljoprivrednu krizu koja traje i danas. Već sedamdesetih poljoprivredna proizvodnja bilježi pad od –0,3 % da bi se osamdesetih oporavila na 1,3 %, što ipak nije pratilo galopirajuću stopu rasta stanovništva. Time je izravno ugroženo dvije trećine afričke populacije izravno ovisne o poljoprivrednoj proizvodnji.
Kontinent je osiromašen kolonijalizmom, infrastruktura je bila nezadovoljavajuća, a navodnjavanje slabo. Također, ograničeno je korištenje novih tehnologija u poljoprivredi.
Većina novca ulaže se u sekundarni i tercijarni sektor koji se smatraju boljim potencijalnim izvorom zarade. Politika je takva da se i ulaganja u poljoprivredu koncentriraju gotovo isključivo na proizvodnju žitarica za izvoz jer je to često jedini izvor deviznog priljeva, i takvu je proizvodnju moguće oporezivati, za razliku od proizvodnje za domaće potrebe. Neke države čak i proizvode dovoljne količine hrane za vlastite potrebe, ali ga lokalno stanovništvo zbog visokih cijena ne može kupiti, a tako dobiveni viškovi se također izvoze.

### Industrija
Početkom 1960-ih većina afričkih zemalja doživjela je korjenite promjene – izborena je politička samostalnost, a da bi se riješili teške ovisnosti o uvozu robe iz bivših kolonijalnih sila i izvozu poljoprivrednih proizvoda, industrijski razvoj smatrao se dobrim rješenjem. Odabran je model zamjene uvoza po uzoru na Latinsku Ameriku, te su afrički proizvođači zamijenili uvoz robe iz razvijenog svijeta vlastitom proizvodnjom. Od 1965. do 1973. industrijski rast tako je iznosio 14,6 %.
Paralelno s favoriziranjem industrijske proizvodnje zanemarivala se poljoprivreda, o kojoj je većina afričkog stanovništva ovisila, a ovisi i danas. Nasuprot tome, već u razdoblju 1973. – 1983. industrijski je rast smanjen na jednu desetinu (1,4 %). Nije bio održiv na dulje vrijeme i industrija se nije mogla prilagoditi na vanjske promjene i šokove. Naftni šokovi, nesmanjena stopa rasta stanovništva, neprestani sukobi, rast vanjskog duga i loše gospodarenje doveli su do stagnacije, pada ulaganja i dužničkih kriza. Afrika je opet ovisila isključivo o poljoprivrednoj proizvodnji.
Afričke države veliki su izvoznici najrazličitijih vrsta jeftinih sirovina za industrijsku proizvodnju u razvijenim zemljama Zapada. Velik je dio afričke industrije usredotočen na vađenje i preradu sirovina. To uključuje naftnu industriju, proizvodnju hrane, rudarstvo i proizvodnju tekstila. Afrika daje 77 % svjetske proizvodnje dijamanata, 62 % zlata, 26 % ugljena, 17 % bakra i boksita te znatne količine kobalta, volframa i ostalih ruda.
Oko 15 % afričkog stanovništva zaposleno je u industrijskom sektoru. Preko polovice industrijske proizvodnje otpada na JAR, dok većina ostalog dijela dolazi iz zemalja uzduž sjeverne obale. Kako nemaju vlastite industrijske proizvodnje, ili je ona tek u začecima, ostale su afričke države prisiljene uvoziti skupe gotove proizvode na što troše velika sredstva iz državnih proračuna. Takvi su trgovinski odnosi doveli afričke zemlje do teškoga financijskog stanja. Vanjski dug prema razvijenim državama neprestano raste, a njegovo servisiranje nije moguće zbog nedostatka novca u proračunima. Danas postoji snažna inicijativa međunarodne zajednice da se afričkim državama otpišu vanjski dugovi.

## Promet
Promet je u Africi vrlo slabo razvijen, što je posljedica različitih prirodnih i društvenih čimbenika. Najvažnija je zapreka reljef, odnosno slaba razvedenost obale, strmi planinski rubovi nad njima, slapovi na rijekama, pustinje, prašume i močvare, te velike udaljenosti. Zato je Afrika u pretkolonijalnom razdoblju prometno bila vrlo zaostala, a takvo stanje je do danas tek djelomično popravljeno.
Tradicionalan način prometa poput onoga na devi još se uvijek često koristi u slabije pristupačnim dijelovima Afrike, a u sredozemnoj Africi teret često prenose magarci i mazge. Pretkolonijalna Afrika južno od Sahare nije poznavala kola na kotačima sve do 19. stoljeća kada su Buri prodirali u unutrašnjost stepa volovskim zapregama. Kolonijalno razdoblje unosi bitne promjene – ubrzo je obala bila uključena u oceansku plovidbu, no problem je bio povezati unutrašnja proizvodna područja s obalom. I danas je taj problem prisutan.
Afrika ima oko 8 000 km unutrašnjih plovnih puteva koji su zbog nedostatka međusobne povezanosti i povezanosti s morem gospodarski manje važni. Mreža rijeka Nila, Konga i Nigera pruža ograničene mogućnosti pristupa prostorima unutrašnjosti kontinenta jer brojni vodopadi i slapovi sprječavaju plovidbu duž većeg dijela riječnog toka.
Afričke željeznice sagrađene su prvenstveno radi iskorištavanja prirodnih resursa i većina ih povezuje unutrašnjost s većim priobalnim gradovima, ostavljajući velike dijelove kontinenta nedirnutima – pet zemalja bez pristupa moru uopće nema željeznice (Mali, Gvineja Bisau, Sijera Leone, Liberija i Gvineja). Afrika ima manje željezničkih pruga od ijednog drugog kontinenta. Na 1 000 km2 dolazi 2 km pruge. Najrazvijeniju mrežu željeznica ima JAR, na koju otpada 24 % svih afričkih pruga. Potpuno zasebnu željezničku mrežu ima Egipat (7 % afričkih pruga) i atlaske zemlje (13 % afričkih pruga).
Nakon Prvog svjetskog rata Afrika dobiva i prve automobilske ceste. Mnoge su ceste izgrađene 1970-ih no gospodarske poteškoće otežavaju njihovo održavanje i proširivanje mreže. Velike udaljenosti, nedostatak drugih prometnih veza i potreba za brzom povezanošću sa svijetom dovode u najnovije doba do naglog razvitka zračnog prometa.

### Ostali projekti
|  | Zajednički poslužitelj ima stranicu o temi Afrika |